# Cancan (dansa)
El cancan és un ball francès inventat a principis del segle xix i que es va fer molt popular com a ball de sales de festes i cabarets. Va aparèixer per primera vegada amb el nom de "chahut" ("rebombori" en francès) o "chahut-cancan”.
El cancan és tracta d'una evolució de la darrera figura que es dansava a la quadrilla (ball de saló). És un ball enèrgic i molt físic que, tot i que originalment es ballava en parella, es va acabar associant a ballarines femenines.
Va estar molt mal vist per les autoritats i defensors de la moral tradicional, ja que les dones mostraven les calces obertes per sota dels enagos de les faldilles.

## Orígens

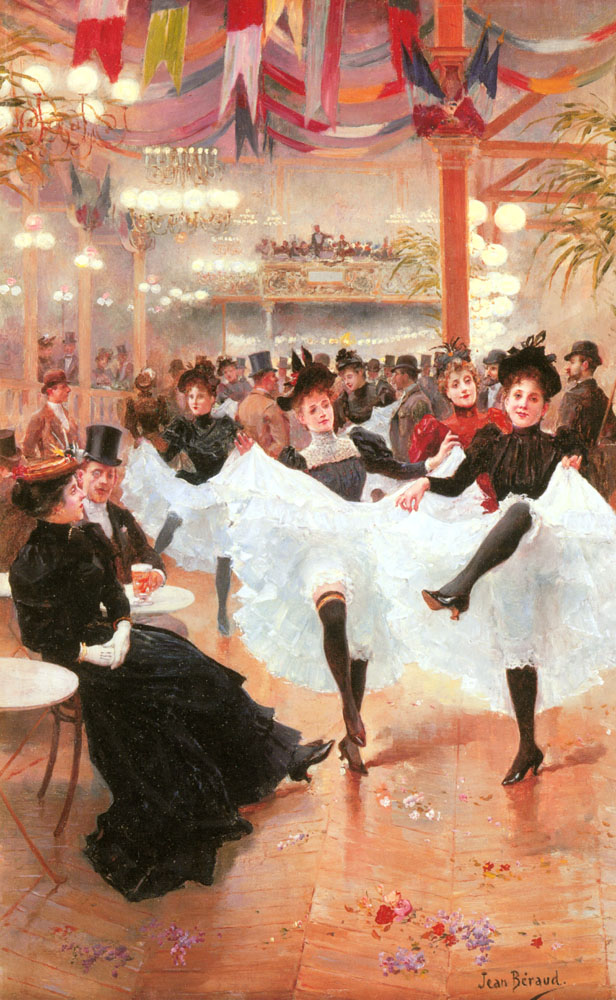
Le Café de Paris de Jean Béraud.

Es creu que el cancan va evolucionar a partir de la figura final de la quadrilla, un ball de saló destinat a quatre o més parelles. Tanmateix, com molts balls populars els seus orígens són incerts. S'ha proposat que els passos del cancan podrien haver estat inspirats per un popular animador de la dècada de 1820, Charles Mazurier, molt conegut per les seves acrobàcies, incloent el grand écart o alguns salts característics del cancan.
Hi ha diverses fonts que ens en donen pistes:
- “Va ser cap al 1822 quan els joves que anaven a La Chaumière [sala de festes de la Rive gauche de París oberta de 1788 a 1853]... van començar a ballar el que primer es deia el chahut i després el cancan. El cancan descuida, menysprea, rebutja qualsevol cosa que pugui recordar al ritme, la regla, la regularitat del comportament; encara més, és sobretot el desendrés dels ballarins i ballarines. El llapis de Gavarni pot proporcionar la imatge amb més facilitat que no pas la ploma. Com des de l'estat de prohibició policial, de proscripció social en què va romandre durant deu anys, el cancan podia passar a l'estat públic, tolerat, admès, fins i tot buscat, on es troba actualment? Com podria la policia permetre que l'executin als teatres secundaris? Va ser perquè el 1830 s'havia produït una revolució i perquè, com totes les coses del seu temps, el cancan s'havia implicat en la política. Encara no s'estava plantejant que els estudiants i els funcionaris s'oposessin al poder?".[6]

- El Dictionnaire de la danse de Desrat remunta l'origen del cancan a l'any 1830 i dona la següent definició: “Aquest nom s'ha donat a una mena de dansa epilèptica o delirium tremens; que és per a la dansa pròpiament dita el mateix que és l'argot per a la llengua francesa”.[5]

- "Cancan, una espècie de ball anomenat així, ja sigui perquè els intèrprets imiten la marxa i el crit de l'oca, o com a conseqüència del soroll que fan". És la definició donada per Francisque Michel el 1856.[7]

- Una altra versió dona origen al cancan també anomenat coincoin, el ball que practicaven en els seus festivals les bugaderes de Montmartre, introduït al voltant de 1840 per Philippe Musard al ball de l'Òpera, el més famós dels balls del Carnaval de París.[8]

## Intèrprets destacats

### Dansaires
A París, el 1850, Céleste Mogador, ballarina estrella del Bal Mabille, va inventar una nova dansa, la quadrilla naturalista. Cap al 1885, la ballarina i coreògrafa Grille d'Égout va obrir el seu primer curs de cancan a Montmartre.

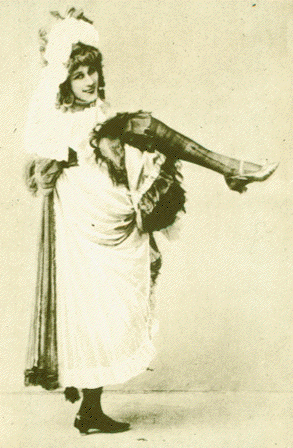
Jane Avril vers el 1893.

La Goulue, popular ballarina de la Belle Époque, en va crear les regles modernitzades. Nini Patte-en-l'air, després de 1894, també l'ensenyava. Entre les ballarines de cancan més famoses, Jane Avril i La Goulue han passat a la posteritat gràcies al pintor Henri de Toulouse-Lautrec.
Per als homes, només podem citar Valentin le Désossé, famós ballarí i contorsionista francès (també immortalitzat per Toulouse-Lautrec). Va actuar al Tivoli-Vauxhall de París abans de convertir-se en mestre de ballet al Valentino, al Bal Mabille i després a l'Élysée-Montmartre. Va anar al Bal de la Reine blanche i després al Moulin Rouge, on va ser soci de La Goulue del 1890 al 1895.

### Músics
A part de Franz Lehar, és reconegut el compositor Jacques Offenbach. Offenbach va escriure obres de reputació vivaç i lleugera, tot i que els cancans que se li atribueixen han acabat contribuint en les desviacions de la idea original del cancan. El cas més famós és el del tema Galop infernal, de la seva obra Orphée aux Enfers, que els arranjadors sovint es permeten canviar el nom pel de "Cancan francès" (French cancan). Ho fan d'una manera abusiva, perquè el "cancan francès" (fabricació turística d'origen anglès, elaborat a partir del cancan original), no existia quan Offenbach componia.

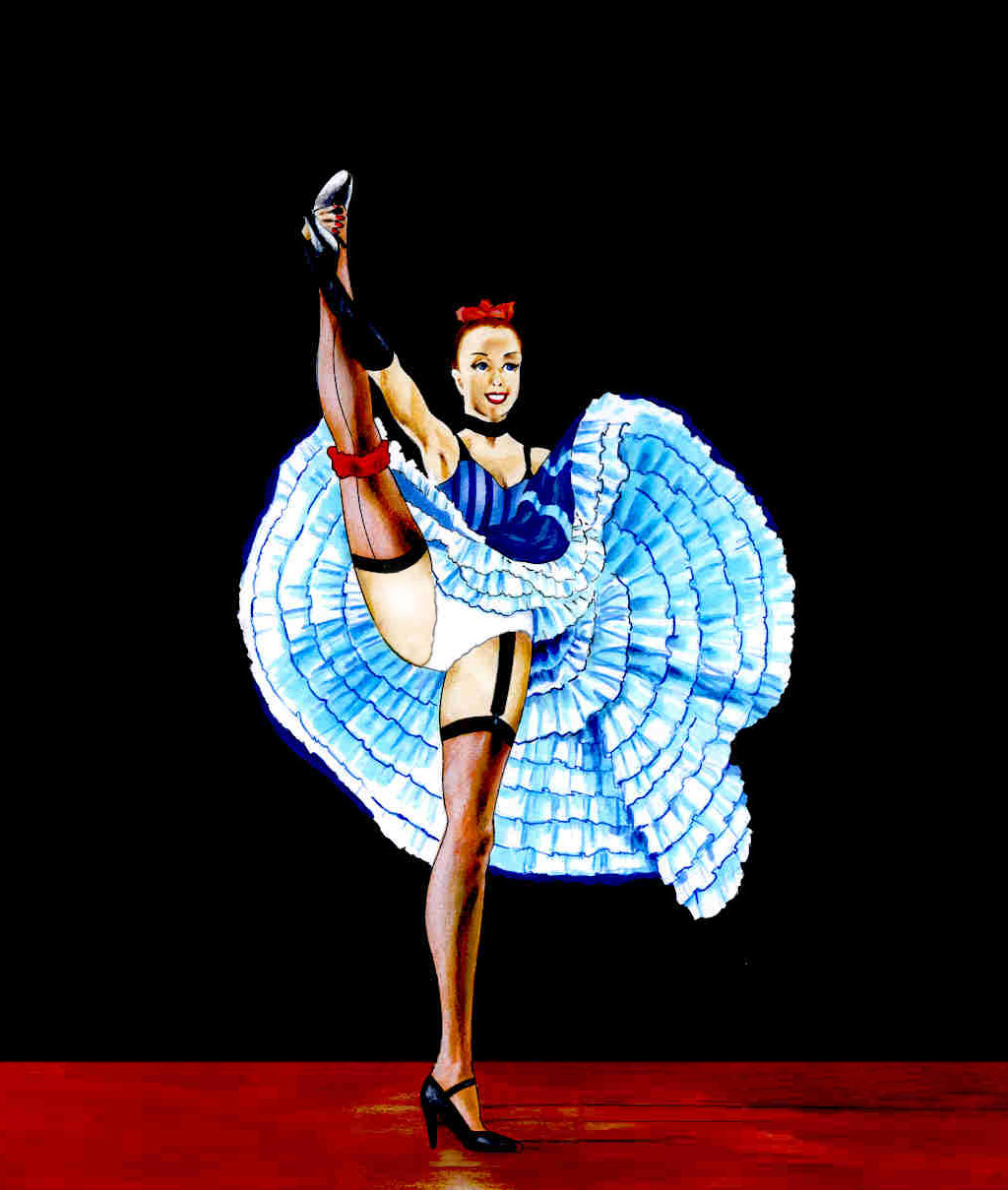
Cama enlaire en el cancan.

Jacques Offembach també és autor de música de danses per a ball, que fa molt de temps que romanen en l'oblit. Algunes àries, extretes de les seves obres, també van ser utilitzades com a temes per a la composició de quadrilles, per compositors de música festiva de danses de París del segle xix, que aleshores era una pràctica habitual i acceptada.

## Imatge del cancan
El cancan cristal·litza la imatge d'una societat parisenca frívola i canalla, propera a la descrita de manera caricaturitzada a La Vie parisienne d'Offenbach. En un escenari, les dones s'aixequen les faldilles i mostren la seva roba interior. La provocació tocada de complicitat estava de moda.
Les mitges negres, les lligues i els volants prenen sobrenoms molt vistosos i amb connotació sexual. Alguns han considerat que el cancan simbolitza un primer esborrany de l'alliberament i emancipació sexual de la dona, ja que aquesta vegada és ella la que sedueix. Altres han vist en el cancan un simple aspecte secundari i espectacular de la prostitució. Diverses caricatures i textos del segle xix sovint subratllen amb força el caràcter venal de les dones que participen en els balls del Carnaval de París. Les emancipades podien ser considerades pejorativament com a prostitutes, tot i que la prostitució també estava present als balls parisencs.

La Guide des plaisirs (Guia dels plaers) de París de 1898, per la seva banda, dona aquesta descripció de les ballarines:
| «                    | Un exèrcit de noies joves que hi són per ballar aquest diví rebombori parisenc, tal i com la seva reputació requereix […] amb elasticitat llancen les cames a l'aire, cosa que ens en permet predir almenys la mateixa flexibilitat moral. | » |
| — Guide des plaisirs | |   |

L'artista francès Henri de Toulouse-Lautrec va pintar diversos quadres i un gran nombre de cartells sobre el cancan i les seves ballarines. Altres pintors han tractat el cancan, com ara Georges Seurat, Georges Rouault i Pablo Picasso.